# Programa espacial d'Espanya
El programa espacial d'Espanya és el conjunt d'activitats i iniciatives empreses per Espanya per promoure i desenvolupar les ciències i tecnologies espacials, amb la col·laboració estreta amb els programes espacials europeus de l'Agència Espacial Europea (ESA) i l'EUSPA.

## Antecedents històrics

### Segles XI-XIV
En 1069 a petició d'al-Mamun, rei de Toledo, es van elaborar les taules toledanes el principal autor de les quals va ser Azarquiel.
Azarquiel, que tenia en el seu poder dades precises sobre multitud de fenòmens gràcies a la tasca dels seus ajudants, permetien predir els eclipsis solars que succeirien anys, i fins i tot segles, més tard. La precisió de les taules era tal que Pierre Simon de Laplace (1749 - 1827), un dels més destacats matemàtics de la Il·lustració, seguia utilitzant les observacions i anotacions d'Azarquiel per calcular les posicions i prediccions planetàries.
Azarquiel va poder determinar amb una gran precisió que el punt de l'apogeu solar variava en 1 grau cada 299 anys, analitzant les observacions que es disposaven al respecte durant els darrers 25 anys.
Azarquiel va considerar la possibilitat que en realitat les òrbites planetàries no fossin ni perfectes ni geomètriques, sinó que potser tingueren una forma força propera a la d'un oval, que en essència no és més que una mena de circumferència allargada, quelcom que demostraria segles més tard Johannes Kepler (1571-1630). Pel que sembla, a partir d'aquesta premissa, i mitjançant l'anàlisi detallada de les dades recollides, Azarquiel podia predir l'aparició d'eclipsis i cometes. De totes maneres, encara no es disposa dels coneixements necessaris per poder assegurar aquesta afirmació. Resulta possible, malgrat tot, que Azarquiel pogués en efecte tenir coneixement d'algun procediment pel qual arribés a predir l'aparició d'un estel. Si això fos cert, Azarquiel avantatjaria en gairebé 700 anys a Edmund Halley (1656-1742), qui va comprendre que el cometa que porta el seu nom i que s'havia observat el 1681 era el mateix que altres astrònoms van veure el 1604, i que retornaria a les proximitats del Sol el 1757.
En el segle xiii Alfons X el Sabi sol·licitaria l'elaboració d'una versió revisada de les taules toledanes, les taules alfonsines. El seu ús seria ampli al renaixement. També va ordenar compilar tot el coneixement astronòmic de l'època al Libro del saber de astronomía, que inclou un catàleg de 1.020 estrelles amb les seves coordenades celestes; explica la construcció i ús d'instruments astronòmics tals com l'astrolabi.

### Segles XV-XVII
Al segle xv es va renovar l'interès en l'estudi del cel gràcies, en part, a l'escola de traductors de Toledo, que havia estat creada pel rei Alfons X el Sabi (1221-1284) els qui comencen a traduir antics textos astronòmics.

#### Invenció del telescopi
Joan Roget, podria ser, segons investigacions recents, l'inventor del telescopi. En un escrit de l'època, el fill de Zacharias Janssen, un dels atribuïts inventors del telescopi, explica com el seu pare en realitat va copiar el disseny d'un artefacte que havia comprat i que datava de 1590. El milanès Girolamo Sirturo narra el viatge que va fer per Europa, cap a 1609-1610, al seu llibre Telescopium, sive Ars perficiendi novum illud Galilaei visorium instrumentum ad sydera (1618). Sirturo refereix la seva entrevista a Innsbruck, l'any 1611, amb Maximiliano, arxiduc d'Àustria, qui li va ensenyar un disseny d'un telescopi procedent de Galileu: Després d'estudiar-lo atentament -narra Sirturo- em vaig girar cap al príncep i li vaig dir que jo tenia el mateix, però procedent d'Espanya». Es tractava d'un fabricat per Joan Roget, adquirit el 1609 a Girona. En comparar les mesures (les curvatures) de les lents procedents de Roget amb les dibuixades per Galileu van resultar ser exactes.
L'obra de Benito Daza Valdés titulada Uso de los antojos (Sevilla, 1623) és considerada com el primer tractat sistemàtic per corregir defectes de la visió i s'hi detalla l'ús del telescopi i de les observacions de la Lluna i les estrelles.

#### Evolució de la navegació astronòmica
Espanya va necessitar l'astronomia per la seva aplicació a la navegació marítima, en haver de controlar un enorme imperi d'ultramar. Va ser una aproximació pragmàtica, com a ajuda al comerç, les comunicacions i la seva expansió. Per al càlcul de la latitud hi havia mètodes des de feia segles utilitzant la posició de les estrelles, la dificultat era esbrinar-ne la longitud.
En el segle xvi Rui Faleiro va redactar el Regimento de la altura leste oeste (Sevilla, 1519/1522), que contenia tres mètodes «Per saber la longitud, que és altura de L'Oest» («Per la latitud de la Lluna», «Per conjunció de la Lluna amb estrelles fixes o oposició amb el Sol» i «Per la variació de l'agulla») »).
Poc després Martín Fernández de Enciso va publicar la Suma de Geographia (Sevilla, 1519), que contenia un «regiment del Sol i del Nord» (taules de la declinació solar) i un gràfic, «regiment del Nord», per corregir l'alçada de la polar després d'apreciar el pilot «a ull» la posició de la botzina (Óssa Menor) o guardes de la polar (Kochab i Pherkad). Van ser aquestes obres les que van permetre a Fernando de Magallanes i Juan Sebastián Elcano completar la primera volta al món. Estava previst que el mateix Faleiro fos part d'aquest viatge, però finalment va haver de ser substituït per malaltia.
Alonso de Santa Cruz (1505-1567) va elaborar el primer tractat i estudi sistemàtic del problema de la longitud, el Libro de las Longitúdines y manera que hasta ahora se ha tenido de navegar (1555), dirigit al ja rei Felip II i va predir que el transport de l'hora dins del vaixell podia servir per esbrinar-ne la longitud. Tot i això el primer rellotge precís transportable a bord arribaria més de dos-cents anys després. El rei va prohibir la distribució d'aquest tractat per evitar que arribés a mans d'anglesos i francesos.
A principis del XVII Felip III va establir un substanciós premi, una pensió vitalícia, a qui resolgués amb precisió el problema de la longitud geogràfica amb l'objectiu de facilitar la navegació astronòmica. A aquest premi van optar diversos investigadors, durant diverses dècades, entre ells Galileo Galilei (1564-1642). Finalment, cap al 1612, Juan Arias de Loyola (ca.1591-1612) va ser declarat vencedor.

### 

#### El Reial Observatori de Cadis

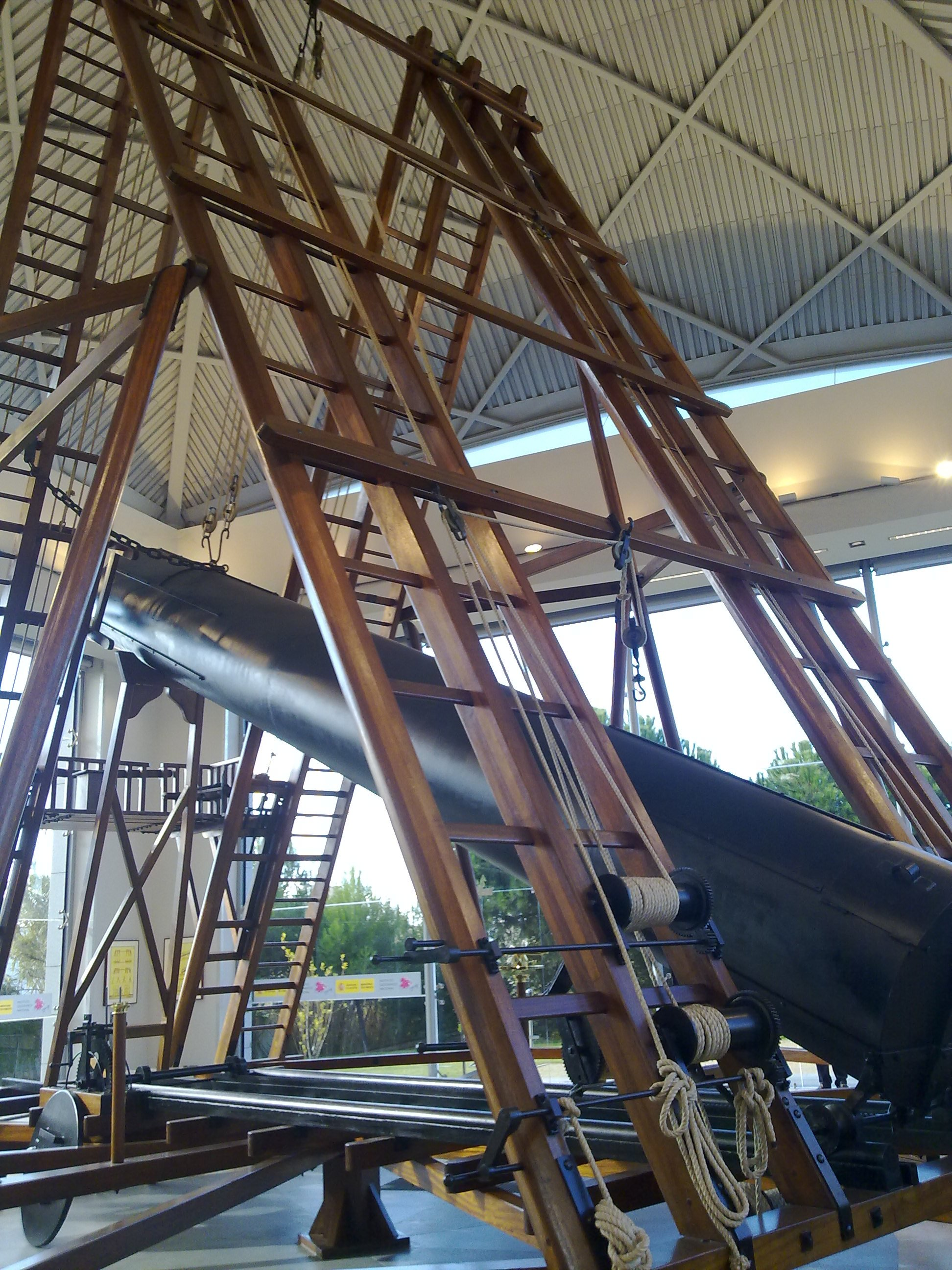
Reconstrucció del telescopi de Herschel, al Reial Observatori de Madrid.

En algun moment l'art de navegar es va convertir en la ciència de navegar, sent Jordi Joan un dels principals artífexs d'aquesta transformació. Va ser precisament ell qui va suggerir al rei Carles III l'establiment del Reial Observatori de Cadis al sud d'Espanya, fundat el 1753 i dedicat a resoldre el problema de la longitud al mar, ensenyar els moderns mètodes de navegació astronòmica i mantenir l'hora. S'encarrega a l'astrònom William Herschel la construcció d'un telescopi reflector, inventat per Isaac Newton i que estava revolucionant l'observació astronòmica en no patir d'aberració cromàtica pròpia dels telescopis refractors i ser senzill de manejar, amb un mirall de 60 cm de diàmetre. La posada en servei de l'instrument va portar molt de temps, en part per l'escassetat de mitjans econòmics que patia l'observatori i en part per la mort, després de caure del seu cavall a la caravana que transportava el telescopi des de Bilbao i colpejar-se el cap amb una roca, del cap del taller d'instruments, Carlos Rodríguez, l'únic que coneixia els instruments de Herschel. El seu primer director va ser el matemàtic Salvador Jiménez Coronado (1747-1813), qui va redactar el seu «Reglamento», publicat al número 21 de Variedades de Ciencias, Literatura y Artes. A partir de llavors, aquest observatori, el més meridional d'Europa, va anar guanyant prestigi en el context astronòmic europeu gràcies als treballs realitzats per estudiosos com Louis Godin o Vicente Tofiño i al suport tècnic i científic prestat a les expedicions il·lustrades del darrer terç del segle xviii.

#### Missió Geodèsica Hispano-Francesa
En el segle xviii els regnes d'Espanya i França realitzen una expedició conjunta, la Missió Geodèsica Hispano-Francesa a la Real Audiència de Quito, a l'Imperi espanyol a Sud-amèrica en 1735 i que avui és part d'Equador. D'aquesta formaven part Jordi Joan, Louis Godin, Charles Marie de La Condamine, Pierre Bouguer i Antonio de Ulloa. Aquesta missió va determinar la mesura del meridià a la línia equatorial. Això va fer possible determinar que el diàmetre de la Terra és més gran a l'equador que als pols, tal com havia conjecturat Isaac Newton, i el naixement del sistema mètric decimal basat en la mesura del meridià terrestre.

#### Mesurament del trànsit de Venus
En 1716 l'astrònom anglès Edmund Halley va proposar un mètode per mesurar la distància Terra-Venus aprofitant el trànsit de Venus que s'anava a produir en 1761. Astrònoms de tot el món, inclosa Espanya, van intentar mesurar el Trànsit de Venus de 1761 però els mesuraments van resultar imprecisos. En 1769 hi hauria una altra oportunitat, repte que van abordar 150 astrònoms de tot el món, doncs aquest esdeveniment no es repetiria en 120 anys. Jordi Joan havia planificat una expedició per realitzar aquest mesurament des de Califòrnia (Nova Espanya) però no va poder ser ell, sinó Vicente Doz y Funes, qui va dirigir l'expedició que va sortir de Cadis en 1769 i el 3 de juny van mesurar des de la costa de Califòrnia (Nova Espanya) el fenomen astronòmic. En aquesta expedició anava acompanyat per Salvador Medina i alguns astrònoms francesos. Finalment el mesurament de Vicente Doz i Funes seria el més precís de les realitzades el 1769. Els resultats van posar fi al problema de la determinació exacta de l'escala del sistema solar.

### seglexix
Al segle xix la comunitat internacional va decidir fer una carta del cel, la Carte du Ciel, i per això es van construir 18 telescopis, que es van repartir entre els observatoris més rellevants de l'època, sent el Real Observatori de Cadis un d'ells.
Els invasors francesos de 1808 van destruir el Reial Observatori de Cadis, van cremar el telescopi de Herschel i van espatllar els llibres, encara que es va aconseguir salvar d'amagat una part de la col·lecció instruments, que s'havia comprat en comissions específiques per Europa. Després de la guerra les activitats purament astronòmiques van ser transferides a una nova institució, el Real Observatori de Madrid, sota la direcció de Domingo Fontán.
En 1835 reapareix el cometa Halley, disparant-se l'interès per l'astronomia i provocant un augment dels recursos econòmics per a aquesta àrea. En 1854, el Reial Observatori de Madrid, sota la direcció d'Antonio Aguilar, instal·la el cercle meridià de Repsold i en 1858 la montura equatorial Merz, iniciant-se una etapa de treballs astronòmics, geodèsics i meteorològics. Al març de 1904 el Reial Observatori de Madrid va ser agregat a l'ara anomenat Institut Geogràfic Nacional, transferint amb això les competències com a primera institució espanyola en astronomia.

### seglexx

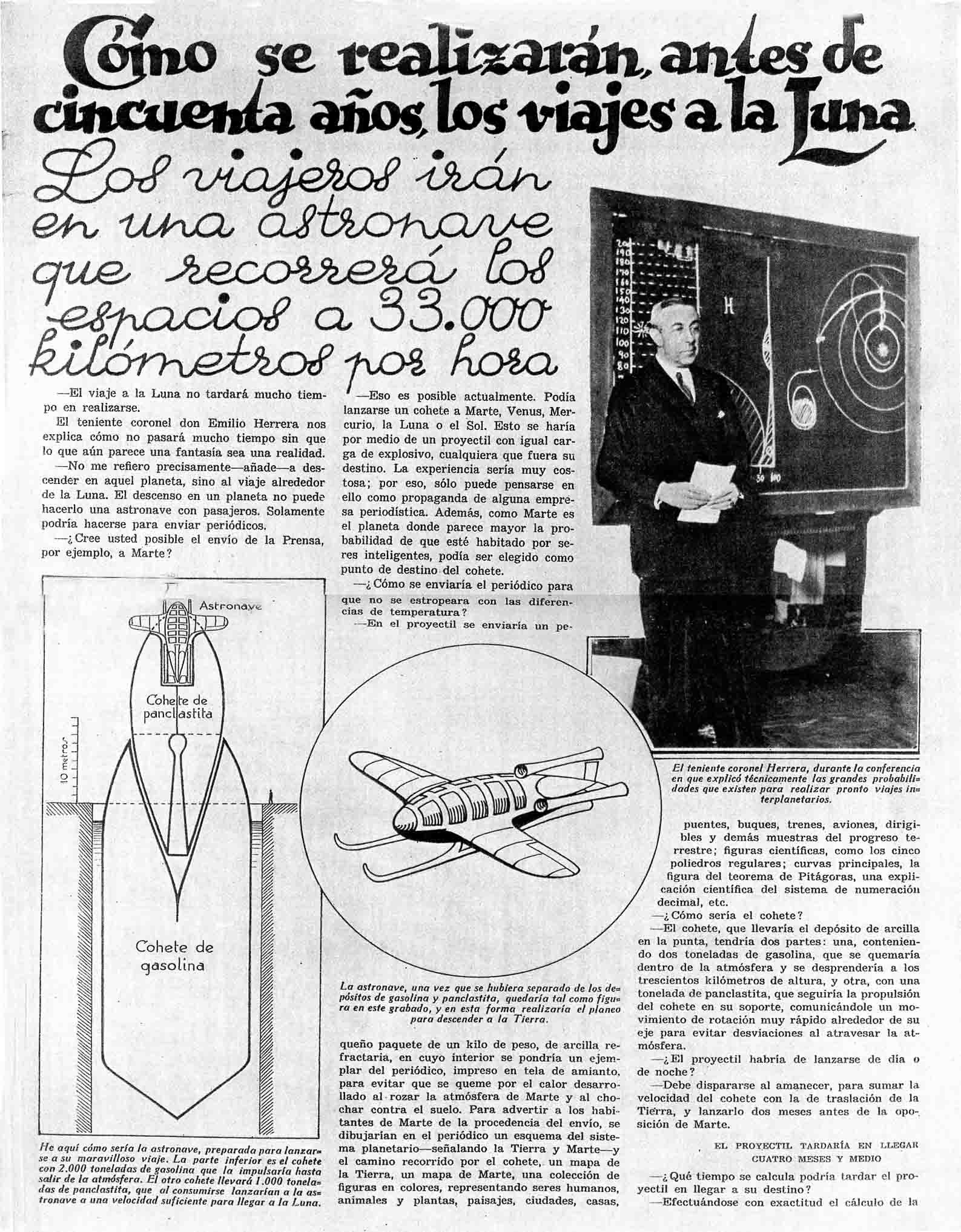
Reportatge-entrevista a Emilio Herrera a la revista Estampa en 1932

El 28 de maig de 1900 es produeix un eclipsi total de Sol la franja de la qual de totalitat creua la península ibèrica. Aquest eclipsi és el començament d'una nova etapa al Reial Observatori de Madrid. Per observar l'eclipsi s'encarreguen dos telescopis refractors d'uns 20 cm al constructor irlandès Howard Grubb. D'aquesta mateixa casa s'instal·la un altre telescopi gran equatorial el 1912.
També va destacar l'Observatori Fabra. El 20 de març de 1915, el científic català Josep Comas i Solà descobria l'asteroide 804 i el posava de nom Hispània, sent el primer descobert per científics espanyols i al que seguirien altres descobriments. Va idear un procediment fotogràfic per reconèixer-los i un nou mètode pel càlcul de les òrbites d'aquests astres.
En els anys 30 es va produir l'anomenada Carrera a l'Estratosfera, que va ser l'origen de la posterior Carrera espacial. Emilio Herrera va construir un globus capaç de superar els 26.000 metres, a l'estratosfera, una altura a la qual ningú havia arribat abans i superava àmpliament el rècord de 16.200 metres establert per Auguste Piccard en 1932. Per poder sobreviure a aquest viatge va inventar l'escafandra estratonàutica. En 1936, el projecte finançat per la Fundación de Investigaciones Científicas y Ensayos de Reformas (FENICER), antecessora del CSIC, estava completat, el globus i el vestit estaven construïts i a punt d'emprendre el vol quan va esclatar la Guerra Civil, cosa que va posar punt final al projecte. Herrera es va exiliar a França, on va viure de les patents i va seguir amb les seves investigacions. La NASA va oferir a Herrera treballar al seu programa espacial a canvi d'«un xec sense limitacions de zeros», però aquest va declinar l'oferta ja que la NASA no va acceptar una de les seves peticions, portar la bandera espanyola. Finalment va reclutar un dels seus col·laboradors, Manuel Casajust. També va dissenyar diversos projectes espacials. En 1932, Emilio Herrera va presentar el projecte per a un viatge tripulat a la Lluna, el qual milloraria anys més tard. També dissenyaria projectes per al llançament de diversos satèl·lits artificials.
L'arribada de la dictadura va provocar l'exili de diversos destacats astrònoms com Pedro Carrasco Garrorena, descobridor d'una nova línia a l'espectre de la corona solar, i el seu germà Rafael, director del Real Observatori de Madrid i descobridor del cometa (1932) Carrasco i de l'asteroide (1644) Rafita.
En 1979 començaria a operar el primer radiotelescopi espanyol, al Centre Astronòmic de Yebes, de 14 metres de diàmetre i un receptor de 90 GHz que, a excepció de l'antena, subministrada per una empresa nord-americana, havia estat construït, instal·lat i posat en funcionament únicament per científics i enginyers espanyols de l'Institut Geogràfic Nacional, en un projecte liderat per l'enginyer Alberto Barcia Cancio i l'astrònom Jesús Gómez González.

#### Els coets sonda
Durant les dècades de 1970 i 1980, es van realitzar nombrosos llançaments de coets sonda suborbitals des de la base de El Arenosillo, el més avançat dels quals va ser el INTA-300.
També en 1966 un equip de 7 joves liderats per José Luis Torres Cuadra, associant-se sota el nom de Comité Juvenil de Investigación Espacial, es va proposar llançar un coet suborbital des d'Almeria, denominat España-1 amb data de llançament esperada a l'estiu de 1968 amb una empenta de 2.500 kg (24,5 kN) i que aconseguiria un apogeu de 90 km, emprant peròxid d'hidrogen, metanol, i hidrat d'hidrazina. El Ministre de l'Aire, general Lacalle, es va oposar al projecte argumentant que Espanya ja comptava amb un centre de llançament a El Arenosillo ordenant que el coet fos requisat i fos. En aquell moment l'equip ja havia realitzat diversos llançaments de proves, incloent-hi el llançament del ratolí Adolfo a bord del coet Urci II.

#### La construcció de satèl·lits artificials
El 15 de novembre de 1974 es llança l'Intasat-1, primer satèl·lit espanyol, en un coet Delta nord-americà.

#### El programa Capricornio

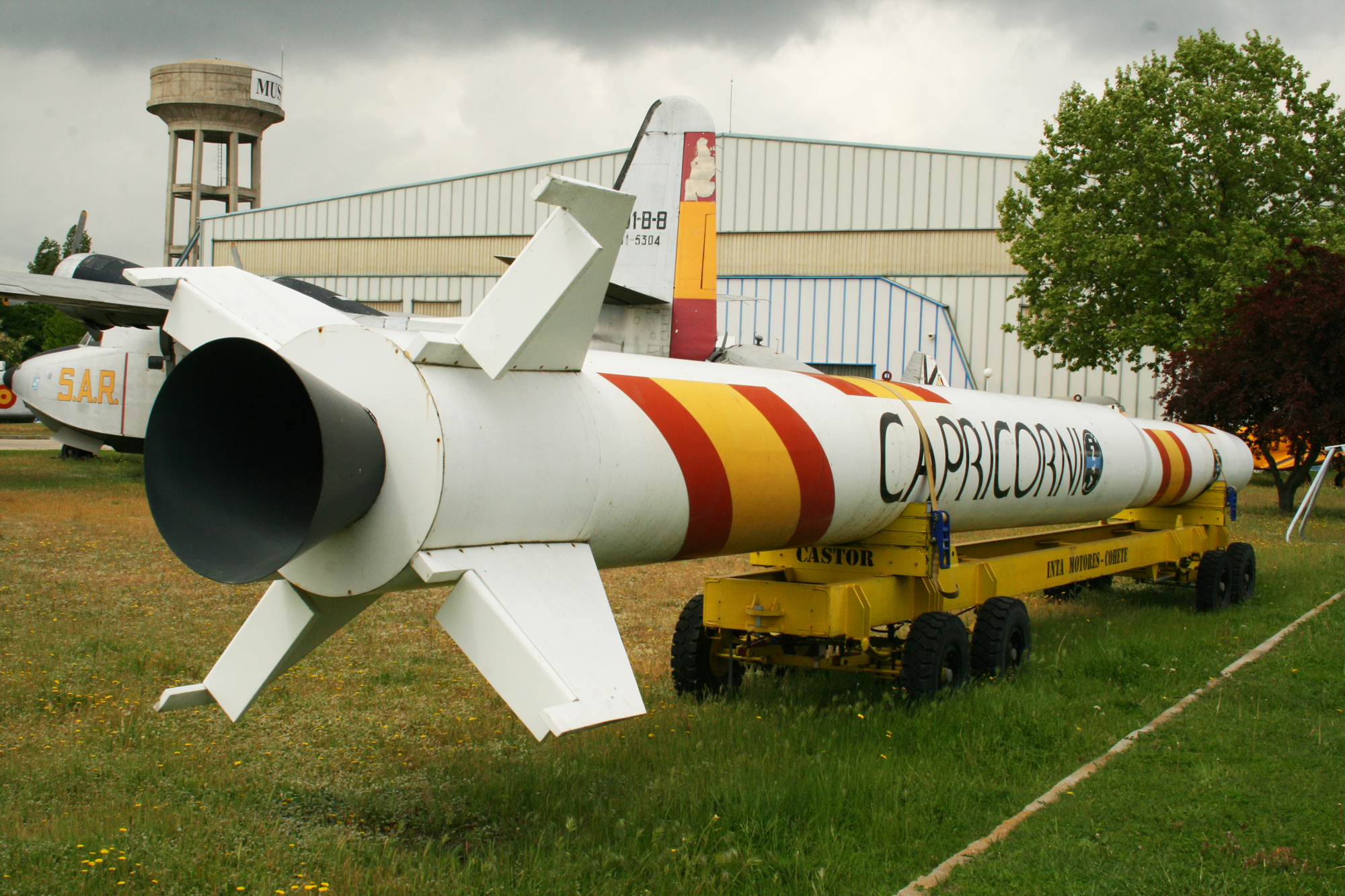
Maqueta d'un coet Capricornio al Museu de l'Aire de Cuatro Vientos

A principis de la dècada de 1990, amb Enrique Trillas com a director de l'Institut Nacional de Tècnica Aeroespacial, el programa espacial espanyol va rebre un nou impuls, es va llançar l'INTA-100 i es va crear una versió millorada de l'INTA-300, l'INTA-300B que aplanaria el camí cap a la construcció d'un llançador orbital de microsatèl·lits (fins a 50 kg), sota el Programa Capricorn i es va aprovar la construcció del Centre de Llançament Espacial de La Isla de El Hierro. Va ser en aquesta època en què diverses universitats espanyoles es van interessar pels microsatèl·lits, però al final, només els van fer la Universitat Politècnica de Madrid (l'UPM/LB-Sat 1 el 1995) , i el propi INTA, amb el Minisat 01, que va començar el 1990. Després de les Eleccions generals d'Espanya de 1996 la direcció de l'INTA va ser canviada i es va produir una reducció en l'activitat, que va incloure la cancel·lació del Programa Capricorn, el qual estava previst que transportés el Minisat 01. Finalment el Minisat 01 va ser posat en òrbita des de Canàries per un coet Pegasus XL nord-americà i el Minisat 02 va ser cancel·lat.

### seglexxi
L'any 2001 es constitueix Hisdesat, amb l'objectiu inicial de dotar el Ministeri de Defensa de telecomunicacions segures per satèl·lit. Entre 1964 i 2011. Espanya va comptar amb un Programa Nacional d'Espai (PNE), com a part del Pla Nacional de R+D+i, però no va ser renovat des de llavors. En l'actualitat juntament amb les més assentades com GMV o Hispasat, empreses del sector NewSpace, com a PLD Space intenten fer-se un lloc en la indústria espacial.
L'any 2020 l'Instituto Galego de Física de Altas Enerxías (IGFAE) va instal·lar l'Observatori de Raigs Còsmics Antàrtic (ORCA) a la Base Antàrtica Joan Carles I.

## Fites

### Satèl·lits
El 15 de novembre de 1974 Espanya va posar en òrbita el seu primer satèl·lit, l'Intasat-1, sent també el primer de fabricació espanyola. Des de 1968 l'INTA ha desenvolupat diversos programes de satèl·lits científics però en la majoria dels casos de mida petita, com el Programa Intasat, el Programa Minisat, el Programa Nanosat o el Programa Microsat. Aquesta continuïtat ha permès que no es perdi el coneixement per desenvolupar aquest tipus de tecnologia. Actualment, el successor d'aquests és el Programa de Constel·lacions de Petits Satèl·lits que té com a objectiu llançar constel·lacions de nanosatèl·lits amb objectius d'observació de la Terra.
Les universitats també han desenvolupat en col·laboració amb l'INTA diverses iniciatives com el UPM-Sat o el Xatcobeo.
També cal destacar el Programa Nacional d'Observació de la Terra per Satèl·lit (PNOTS), que consta de dos satèl·lits: Paz i Ingenio amb usos científics i de defensa.
A més, l'estat espanyol compta amb el servei de l'Spainsat i el XTAR-EUR, dedicats a comunicacions militars i governamentals. Tots dos seran reemplaçats pels satèl·lits de nova generació Spainsat NG I i II.
Pel que fa a la iniciativa privada, l'empresa Hispasat, dedicada a les telecomunicacions via satèl·lit, compta amb diversos satèl·lits geoestacionaris en servei, i el programa Amazonas, amb diversos satèl·lits dedicats al mercat hispanoamericà. També es troba operatiu el Deimos-2, pertanyent a l'empresa Deimos Imaging capaç de prendre imatges de molt alta resolució, la funció de les quals és l'observació de la Terra i el seguiment de catàstrofes.

### Astronautes
Espanya ha contribuït amb un astronauta, Pedro Duque, que va sortir a l'espai per primera vegada el 29 d'octubre de 1998, en la missió STS- 95 a bord del transbordador espacial Discovery, i per segona vegada a la missió «Cervantes», en 2003, habitant durant deu dies l'Estació Espacial Internacional. Actualment, continua formant part de la plantilla d'astronautes de l'ESA. El Cos Europeu d'Astronautes és un programa opcional de l'ESA i, per tant, el nombre d'astronautes de cada país que el compon es decideix en funció de la seva aportació al pressupost d'aquest programa.
Com a part de la Promoció d'astronautes de l'ESA de 2022, Espanya compta amb dos candidats a astronauta, Pablo Álvarez Fernández i Sara García Alonso, aquesta última en qualitat de reserva.

### Coets i sistemes d'accés a l'espai
La situació de l'astronàutica a Espanya està a un nivell menor al que correspon el nivell tecnològic, minimitzant la seva veritable capacitat de llançament de coets i satèl·lits. L'empresa privada intenta superar aquesta carència amb diversos projectes com són PLD Space, que desenvolupa els coets Miura 1 (suborbital) i el Miura 5 (orbital) així com el motor TEPREL; Zero 2 Infinity, que compta amb el Bloostar (orbital); i Pangea Aerospace, que treballa en un llançador orbital denominat Meso amb motor tipus aerospike fet amb impressió 3D. L'1 de març de 2017, Zero 2 Infinity va realitzar la primera prova suborbital reeixida de llançament de primer coet, un prototip del Bloostar des de les proximitats de El Arenosillo. En una fase més inicial es troba Celestia Aerospace amb el seu Space Arrow CM, solució basada en un coet de 3 etapes llançat des d'un avió caça MiG-29UB.

### Observació
En 1769, Vicente Doz y Funes, seguint els plans de Jordi Joan, va mesurar el Trànsit de Venus de 1769 des de San José del Cabo, a la costa de Califòrnia (Nova Espanya), i amb això va calcular per primera vegada de forma precisa la distància entre el Sol i la Terra.
L'any 2014, l'instrument espanyol anomenat CAFE (per les sigles en anglès de Calar Alto Fiber-fed Échelle spectrograph), instal·lat al telescopi de 2,2 metres de l'Observatori de Calar Alto (IAA, CSIC) va confirmar que Kepler-91b és un exoplaneta. Des de llavors ha descobert múltiples exoplanetes, emprant principalment l'espectògraf CARMENES que va ser instal·lat l'any 2016.
L'any 2020, un equip liderat per investigadors de l'Institut d'Astrofísica de Canàries (IAC) i en què participen investigadors del Centre d'Astrobiologia (CAB) ha confirmat l'existència de Pròxima Centauri b, el planeta extrasolar més proper a la Terra.

### Exploració
Al Centre d'Astrobiologia (CAB) es desenvolupen molts dels instruments utilitzats en missions espacials a Mart i asteroides. El 6 d'agost de 2012 l'estació meteorològica Estació de Monitorització Ambiental de Rover (en anglès, Rover Environmental Monitoring Station, REMS) a bord del rover Curiosity va ser el primer instrument o dispositiu de fabricació espanyola a arribar a Mart. L'any 2020 el CAB va assolir les 3 missions actives a Mart de forma simultània.

## Institucions

### CDTI
El Centre per al Desenvolupament Tecnològic i la Innovació gestiona projectes espacials d'Espanya en l'àmbit civil, incloent grans instal·lacions científiques. Ho realitza a través de la Subdirecció d'Espai, la qual no compta amb pressupost independent. La participació espanyola a les principals organitzacions espacials internacionals (Agència Espacial Europea (ESA), Comissió Europea, agències meteorològiques europees EUMETSAT i ECMWF) és gestionada pel CDTI. El CDTI exerceix d'intermediari i dona suport econòmic, però no compta amb centres de recerca ni de desenvolupament propis, delegant aquesta activitat principalment a empreses privades, i també l'INTA en menor mesura.
Entre els programes finançats pel CDTI es troben:
- Programa Nacional d'Observació de la Terra per Satèl·lit, incloent els satèl·lits Ingenio i Paz
- Programa Nacional d'Espai, anteriorment conegut com a Programa Nacional d'Investigació Espacial, com a part del Pla Estatal de Recerca Científica i Tècnica i d'Innovació
- Programa Nacional d'Astronomia i Astrofísica, com a part del Pla Estatal de Recerca Científica i Tècnica i d'Innovació
- SST/S3T: dedicat a la vigilància espacial i protecció dels satèl·lits davant dels riscos de les escombraries espacials. El Spanish Space Surveillance and Tracking (S3T) és la contribució espanyola al segment Space Surveillance and Tracking (SST) del Programa de Consciència Situacional Espacial europeu (SSA).[59]
- Seguiment de programes espacials europeus rellevants en matèria d'espai i seguretat: Galileo, Copernicus, Govsatcom
- Spainsat NG, nova generació de satèl·lits de comunicacions governamentals.

### Participació a l'ESA

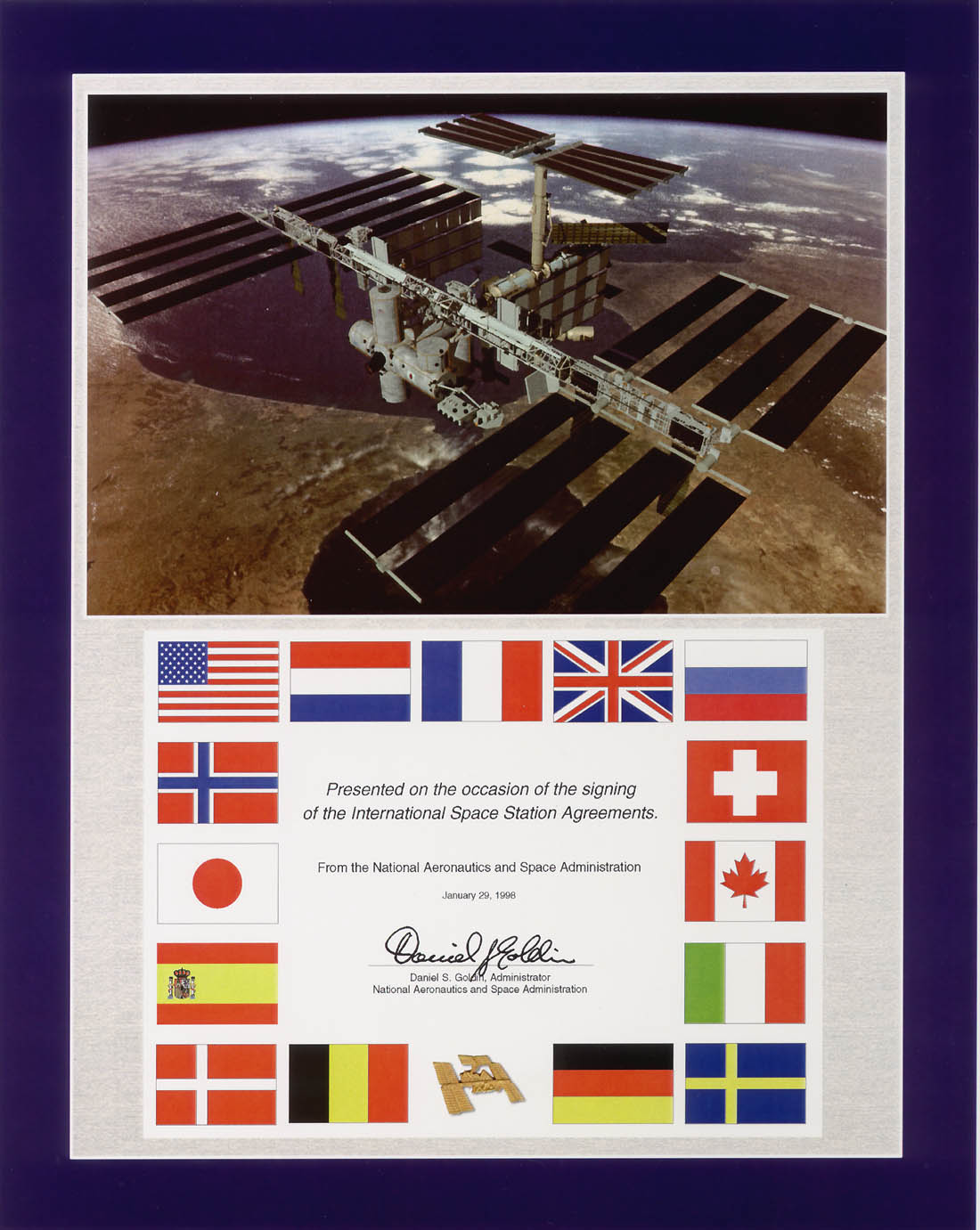
Acords de l'Estació Espacial Internacional del 29 de gener de 1998

Espanya forma part de l'Agència Espacial Europea des de la seva fundació en 1975. L'ESA posseeix un centre a Espanya, el Centre Europeu d'Astronomia Espacial (ESAC), a Villanueva de la Cañada (Madrid). L'ESAC ha estat elegit com a seu dels Centres d'Operacions Científiques (en anglès Science Operations Centres, SOCs) per a les missions científiques de l'ESA, tant astronòmiques com planetàries. Espanya també alberga dues estacions pertanyents a la xarxa ESTRACK, la de Cebreros i la de Villafranca del Castillo, però aquestes s'operen remotament des de l'ESOC a Alemanya, i el Laboratori Europeu d'Alta Potència en Radiofreqüència, gestionat conjuntament amb el Consorci Espacial de València (VSC). També manté un petit programa educatiu a través de l'Oficina Europea de Recursos per a l'Educació Espacial (ESERO) liderat a Espanya pel Parc de les Ciències de Granada.

#### Contribució
El 2020 Espanya s'ha compromès a una aportació a l'ESA de 1.200 milions d'euros fins al 2024, fet que suposa un 8,3% del pressupost que aportaran els estats membres.
L'ESA funciona segons el principi anomenat «de retorn geogràfic», és a dir, inverteix a cada estat membre un percentatge equivalent a la contribució de cada país. Generalment la retribució és més gran que la contribució, ja que l'ESA també es finança amb el pressupost de la Unió Europea. El retorn també dependrà de la contribució específica a una determinada àrea o programa. Tots els estats membres contribueixen als programes obligatoris en funció del seu producte nacional brut. Els altres programes, coneguts com a opcionals, només són d'interès per a alguns estats membres, que són lliures de decidir-ne el nivell de participació. El retorn es farà d'acord amb programes per la qual cosa, el retorn estarà relacionat amb aquelles àrees o programes en què Espanya participa. Fins aleshores, Espanya no havia tingut una agència espacial pròpia, la majoria del retorn va arribar en forma de contractes amb empreses privades espanyoles.
| Àrea de programes                                                              | Programes que inclou*            | Percentatge pressupost ESA (2016) | Percentatge contribució espanyola (2016) |
| ------------------------------------------------------------------------------ | -------------------------------- | --------------------------------- | ---------------------------------------- |
| Llançadors (Launchers)                                                         | Ariane Vega FLPP                 | 30%                               | 26%                                      |
| Observació de la Terra (Earth Observation)                                     | Living Planet Copernicus         | 19%                               | 20%                                      |
| Programa científic (Scientific programme)                                      | Cosmic Vision                    | 13%                               | 27%                                      |
| Vol espacial tripulat (Human spaceflight)                                      | Cos Europeu d'Astronautes Aurora | 9%                                | 1%                                       |
| Telecomunicacions i aplicacions integrades (Telecom & integrated applications) | ARTES                            | 9%                                | 5%                                       |
| Activitats bàsiques (Basic Activities)                                         |                                  | 6%                                | 12%                                      |
| Pressupost general (General budget)                                            |                                  | 6%                                | 3%                                       |
| Exploració robòtica i Prodex (Robotic exploration & Prodex)                    | Prodex                           | 5%                                | 4%                                       |
| Suport de tecnologies (Technology support)                                     |                                  | 2%                                | 2%                                       |
| Navegació (Navigation)                                                         | EGNOS Galileo                    | 1%                                | 0,04%                                    |
| Seguretat Espacial (Space Safety)                                              | Consciència Situacional Espacial | 0%                                | 0,3%                                     |
| Total                                                                          |                                  | 100%                              | 100%                                     |

* Llista incompleta

#### Participació
Fins ara (2020) hi ha hagut dues missions europees liderades des d'Espanya: el satèl·lit d'observació de la Terra SMOS, llançat el 2009 per analitzar la humitat als continents i la salinitat als oceans, i el telescopi de cerca d'exoplanetes CHEOPS. En aquest cas, a més, s'ha utilitzat com a base la plataforma creada per al satèl·lit SeoSat. També està previst que la missió Solar Orbiter s'adreci des del Centre Europeu d'Astronomia Espacial (ESAC).
Inicialment la col·laboració espanyola als programes espacials europeus es gestionava a través de l'INTA i en crear l'ESA es va fer càrrec d'aquesta responsabilitat la Comissió Nacional de Recerca de l'Espai (CONIE), però Espanya era l'únic país membre de l'ESA la delegació del qual estava encapçalada i formada gairebé exclusivament per militars, mentre la resta de països mantenien les seves activitats espacials enquadrades en ministeris o organismes autònoms civils, i en les seves delegacions figuraven primordialment científics, representants de la indústria i diplomàtics. Això provocava malestar a la pròpia agència, creada amb fins «exclusivament pacífics», segons consta en la seva convenció. Per això la coneguda com a Llei de la Ciència de 1986 va donar per extingida la CONIE i a partir d'aquesta data la representació es gestiona a través del Centre per al Desenvolupament Tecnològic Industrial (CDTI), adscrit al Ministeri de Ciència i, per tant, civil.
| Missió                   | Nivell participació        | Participació |
| ------------------------ | -------------------------- | --- |
| INTEGRAL (2002)          | Lideratge instrument       | Primer lideratge d'instrument LAEFF-INTA. Instrument Optical Monitoring Camera (OMC)                                                                                              |
| SMOS (2009)              | Lideratge missió           | Primera missió liderada per Espanya |
| Gaia (2013)              | Lideratge instrument       | Responsables sistema crític i col·laboració en processament i simulació de dades                                                                                                  |
| LISA Pathfinder (2015)   | Col·laboració instrument   | ICE, IEEC. Ordinador de bord, sistemes de diagnòstic i programari de control de tots dos                                                                                          |
| ExoMars 2016 (2016)      | Lideratge instrument       | IAA. CoIP instrument SOIR-NOMAD INTA. Instrument MIRTIS CAB. Instrument LIN-ARES                                                                                                  |
| BepiColombo (2018)       | Col·laboració instrument   | IAA. Contribució al làser altímetre (BELA) CAB. Participació a l'espectròmetre de raigs X (MIXS)                                                                                  |
| CHEOPS (S1, 2019)        | Lideratge instrument       | Primer lideratge de plataforma completa IAC, ICE, CAB. Representants al Comitè del Consorci i Equip Científic Basat en plataforma SeoSat/Astrobus AS250                           |
| Solar Orbiter (M1, 2020) | Lideratge instrument       | Lideratge 3 subsistemes i 2 instruments UAH. Investigador principal de l'instrument Detector de Partícules Energètiques (EPD) IAA-IAC-INTA. CoIP de l'instrument magnetòmetre PHI |
| Euclid (M2, P2022)       | Col·laboració instrument   | IAC, ICE. Contribució al fotòmetre NISP i segment terreny científic |
| ExoMars 2022 (P2022)     | Desenvolupament instrument | CAB. Desenvolupament instrument Espectròmetre Làser Raman (RLS) |
| JUICE (L1, P2022)        | Col·laboració instrument   | IAA. Contribució a la càmera (JANUS) i làser altímetre (GALA) |
| PLATO (M3, P2026)        | Col·laboració instrument   | CAB. Responsables dels plànols focals dels telescopis (32+2), inclosa la seva electrònica.                                                                                        |
| ATHENA (L2, P2028)       | Col·laboració instrument   | IFCA, CAB. Contribució al calorímetre criogènic X-IFU |

* Llista incompleta

Nota: El nivell de participació pot consistir a:
- Col·laboració instrument. Desenvolupament conjunt amb altres instituts liderat per un altre

| Programa/Missió                       | Participació |
| ------------------------------------- | --- |
| Programa Copernicus (1998-Actualitat) | Airbus Defence and Space. GMV, Indra Sistemas, SENER, Thales España, Elecnor Deimos i altres. Construcció de satèl·lits                                                                   |
| Gaia (2013)                           | SENER. Deployable Sunshield Assembly EADS-CASA. Phased Array Antenna CRISA. PLM Proximity Electronics Module                                                                              |
| FLPP (2016)                           | PLD Space. Contractista principal per al projecte «Liquid Propulsion Stage Recovery» (LPSR).                                                                                              |
| BepiColombo (2018)                    | SENER/RYMSA. Medium Gain Antenna Major Assembly (MGAMA) and High Gain Antenna Pointing Assembly (HGA APA) CRISA. Power Supply and Control Unit for the Solar Electric Propulsion SEPS PPU |
| CHEOPS (S1, 2019)                     | EADS-CASA. Contractista principal del satèl·lit |
| SMILE (P2023)                         | Airbus Defence and Space. Mòdul de Càrrega Útil |
| Hera (P2024)                          | GMV. Sistema de guiatge, navegació i control |
| Earth Return Orbiter (P2026)          | Airbus. Sistema de control de potència de la propulsió |

* Llista incompleta

### INTA
El Instituto Nacional de Técnica Aeroespacial «Esteban Terradas», (INTA, en català Institut Nacional de Tècnica Aeroespacial Esteve Terradas)

### Participació al Programa Galileo
La participació espanyola al Programa Galileo està gestionada pel Ministeri de Foment. El Campus de Torrejón de Ardoz, de l'INTA, alberga el Centre Europeu de Servei GNSS (GSC) que dona suport tècnic als usuaris de la xarxa Galileo.

### Participació a EUMETSAT
L'Organització Europea per a l'Explotació de Satèl·lits Meteorològics o EUMETSAT (en anglès European Organisation for the Exploitation of Meteorological Satellites) és una organització intergovernamental amb seu a Darmstadt (Alemanya), que reuneix a 30 estats membres europeus, inclosa Espanya. La seva missió és establir, mantenir i operar sistemes europeus de satèl·lits meteorològics. EUMETSAT és responsable de llançar i operar satèl·lits, així com de lliurar dades als usuaris finals mentre contribueix a l'observació del clima i la detecció del canvi climàtic. EUMETSAT gestiona una flota de satèl·lits col·locats a òrbita geoestacionària (Meteosat de segona generació) i polar (MetOp). Espanya en va formar part des de la seva fundació a 1986 i compta amb un 8,41% dels vots d'acord amb la seva contribució econòmica al programa. La representació institucional es divideix entre el CDTI i AEMET.

### Altres institucions
L'CSIC compta amb tres centres dedicats a l'exploració espacial, l'Institut d'Astrofísica d'Andalusia (IAA) i l'Institut d'Astronomia i Geodèsia (IAG), tots dos a Granada, i l'Institut de Ciències de l'Espai (ICE) a Barcelona. També participa a l'Institut d'Astrofísica de Canàries (IAC), en aquest cas de forma conjunta amb altres institucions. A més, l'IAA gestiona la xarxa d'observatoris BOOTES.
L'Institut Geogràfic Nacional gestiona l'Observatori Astronòmic Nacional d'Espanya, format pel Real Observatori de Madrid, el Centre Astronòmic de Yebes i l'Observatori de Calar Alto.
Pel que fa a la vigilància espacial, Espanya disposa del Centre Espanyol d'Operacions de Seguiment i Vigilància de l'Espai (S3TOC) i del Centre d'Operacions de Vigilància Espacial (COVE). Tots dos estan ubicats a la base aèria de Torrejón de Ardoz (Madrid), sent el primer de caràcter civil i el segon de caràcter militar.

### Agència Espacial Espanyola
L′Agència Espacial Espanyola (AEE) és un organisme públic espanyol responsable, en l'àmbit espacial, de contribuir a la seguretat nacional, promoure la investigació científica i la indústria, representar Espanya en fòrums internacionals i coordinar les institucions nacionals en aquest àmbit. Així mateix, s'encarrega de dissenyar i coordinar l'Estratègia Espacial Espanyola. Col·labora estretament amb l'Agència Espacial Europea (ESA) i l'EUSPA i els seus respectius programes espacials europeus.

## Pressupost
El pressupost espacial està dividit entre els diferents programes que el formen. El pressupost anual total ronda els 500 milions d'euros. Xifres en milions d'euros.
| Any  | INTA  | ESA   | CDTI | Galileo | AEE | Total |
| ---- | ----- | ----- | ---- | ------- | --- | ----- |
| 2023 |       |       | ?    | ?       |     |       |
| 2022 |       |       | ?    | ?       | -   |       |
| 2021 | 154,1 | 223,6 | ?    | ?       | -   |       |
| 2020 | 189,1 | 249,5 | ?    | ?       | -   |       |
| 2019 | 190   | 202,0 |      |         | -   |       |

## Indústria privada
Categoria principal: Categoria:Empreses d'aeronàutica d'Espanya

## Centres de recerca
Els centres de recerca tenen un paper important en l'activitat espacial, en particular als programes científics (exploració del sistema solar, investigació climàtica, observatoris astronòmics espacials, etc.) en elaborar tant les especificacions de les missions com la instrumentació, sovint complexa donat el nivell de minituarització. Els principals centres espanyols involucrats al sector espacial són:
- Centre d'Astrobiologia (CAB)
- Institut d'Astrofísica de Canàries (IAC)
- Institut d'Astrofísica d'Andalusia (IAA-CSIC)
- Institut de Ciències de l'Espai (ICE)
- Institut de Física de Cantàbria (IFCA)
- Universitat Politècnica de Madrid (UPM)
- Universitat de Vigo (UVigo)
- Universitat d'Alcalá (UAH)
- Instituto Galego de Física de Altas Enerxías (IGFAE-USC)

## Altres col·laboracions
| Programa/Missió (Any)                                          | Participació |
| -------------------------------------------------------------- | --- |
| Espectròmetre Magnètic Alpha AMS-02 (ISS, Consorci AMS) (2010) | IAC, CIEMAT. Ha participat al detector RICH (Ring Imaging Cherenkov) i calorímetre ECAL (Electromagnetic Calorimeter). |
| Telescopi espacial James Webb (2021)                           | Centre d'Astrobiologia ha participat als instruments NIRSpec i MIRI.                                                   |

## Destacats

#### Persones
Tot seguit, les persones han fet contribucions significatives al programa espacial d'Espanya:
- Jordi Joan, astrònom del segle xviii
- Enrique Trillas, exdirector de l'INTA i promotor dels programes Minisat,[108] INTA-100,[109] INTA-300B,[110] Capricornio, així com del Centre de Llançament Espacial de La Isla de El Hierro
- José María Dorado i José María Goya, responsables del programa Intasat[111]
- Pedro Duque, primer astronauta espanyol el 1998
- Miguel Ángel García Primo, director del programa Minisat i actual director general de Hisdesat
- Juan Pérez Mercader, fundador i primer director del Centre d'Astrobiologia (CAB)
- Emilio Herrera, enginyer aeroespacial i inventor de l'escafandra estratonàutica, primer vestit espacial
- Esteban Terradas, fundador de l'Institut Nacional de Tècnica Aeroespacial
- José Antonio Rodríguez Manfredi, director del Grup Instrumentació Espacial al Centre d'Astrobiologia des de l'any 2001 fins a l'actualitat

#### Institucions
- Agència Espacial Espanyola (AEE)
- Institut Nacional de Tècnica Aeroespacial (INTA)
- Agència Espacial Europea (ESA)
- Consell Superior d'Investigacions Científiques (CSIC)
- Centre d'Astrobiologia (CAB)
- Institut d'Astrofísica de Canàries (IAC)
- Institut d'Astrofísica d'Andalusia (IAA)
- Institut d'Estudis Espacials de Catalunya (IEEC)

#### Empreses
- Airbus Defence and Space
- Aistech Space
- Thales Alenia Space España
- PLD Space
- Hisdesat
- Hispasat
- GMV
- Elecnor Deimos
- Deimos Imaging
- Alén Space
- SENER
- CRISA
- LIDAX
- Arquimea
- Iberespacio
- Indra Sistemas
- Zero 2 Infinity
- Pangea Aerospace
- Sateliot
- Satlantis
- Startical

#### Associacions
- Associació Espanyola de Tecnologies de Defensa, Aeronàutica i Espai (TEDAE)
- Associació Espanyola de Dret Aeronàutic i Espacial (AEDAE)
- Societat Espanyola d'Astronomia (SEA)
- Societat Aeronàutica Espanyola (SAE)

#### Programes anteriors destacats
- Programa Capricornio
- Programa Intasat
- Programa Minisat
- Programa Nanosat

#### Programes actuals destacats
- Programa de Constel·lacions de Petits Satèl·lits
- Programa Nacional d'Observació de la Terra per Satèl·lit
- Programa PILUM
- Observatori Virtual Espanyol
- BOOTES
- Programa de Vigilància i Seguiment Espacial

#### Instal·lacions
Categoria principal: Categoria:Instal·lacions del programa espacial d'Espanya
- Seu Central de l'INTA a Torrejón de Ardoz
- Centre d'Experimentació del Arenosillo
- Centre de Llançament Espacial de La Isla de El Hierro